# Isabella Leong
Isabella Leong Lok Sze (cinese tradizionale 梁洛施; portoghese: Luisa Isabella Nolasco da Silva; Macao, 23 giugno 1988) è una cantante e attrice cinese, con base ad Hong Kong.

## Carriera
Leong fu scoperta dall'Emperor Entertainment Group come modella bambina. Più tardi è passata alla carriera canora, pubblicando il suo album di debutto, Isabella, a soli 16 anni. Isabella non conquistò il successo sperato, e Leong decise di dedicarsi alla recitazione.
Nel 2004, Leong è apparsa come ospite nella serie televisiva Sunshine Heartbeat. Nel 2005 ha fatto il suo debutto cinematografico nel film The Eye Infinity, oltre ad essere apparsa in Bug Me Not!, per il quale è stata nominata come "Migliore artista emergente" agli Hong Kong Film Awards.
Nel 2006, Leong ha ottenuto il ruolo di protagonista nel film di successo Isabella, grazie al quale ha avuto vari premi e nomination (una nomination come "Miglior attrice" agli Hong Kong Film Awards, un premio come "Miglior attrice" al Fantasporto ed un premio come "Miglior artista emergente al Golden Bauhinia Awards). Il film ha anche vinto il premio d'argento al Festival di Berlino per la miglior colonna sonora.
Agli Hong Kong Film Awards del 2007, Leong ha ricevuto due nomination: una per Isabella e una per Diary, come "Miglior attrice di supporto". Nel 2007 Leong ha recitato del film d'essai a sfondo lesbico Spider Lilies, insieme all'attrice e cantante pop taiwanese Rainie Yang. Spider Lilies è stato visualizzato al Festival di Berlino, dove ha vinto il Premio Teddy come "Miglior lungometraggio".
Leong ha avuto il suo primo ruolo in America in La mummia - La tomba dell'Imperatore Dragone, uscito nei cinema nel 2008.

## Biografia
Leong è nata a Macao il 23 giugno 1988, da madre cinese e padre discendente di una prominente famiglia di Macao di origini anglo-portoghesi. Leong ha lasciato gli studi all'età di 12 anni. La sua famiglia è rimasta a Macao fin quando Isabella non ha compiuto 15 anni.
Nel 2009 Leong ha avuto un figlio con il miliardario di Hong Kong Richard Li, figlio di Li Ka-Shing. Dopo la nascita del figlio, a Leong sono state donate due tenute a San Francisco, oltre che 50 milioni di dollari. La famiglia Li le ha anche fornito cinque guardie del corpo, quattro tate a tempo pieno ed un dipendente personale.
Per la nascita del bambino è stato organizzato un banchetto della durata di tre giorni consecutivi, dal 9 all'11 luglio 2009, al quale hanno partecipato alcune grandi celebrità come Stanley Ho e la sua seconda moglie Lam Wan Ying, e Tsang Yam Pui con sua moglie. Il banchetto è costato più di 3 milioni di dollari.
La lingua nativa di Leong è il cantonese, ma l'attrice si diletta nel parlare altre lingue; in particolare, per il film taiwanese Spider Lilies, ha imparato e parlato un cinese molto credibile. Inoltre, ha imparato l'inglese per il suo debutto hollywoodiano, La mummia - La tomba dell'Imperatore Dragone.

## Disputa per il contratto con la EEG
L'Emperor Entertainment Group ha intentato una causa, il 3 aprile 2008, all'Alta Corte di Hong Kong per chiedere la restituzione dei danni causati dalla Leong, che ha interrotto il contratto decennale che sua madre aveva firmato per lei quando l'attrice aveva solo 12 anni. La Leong ha risposto con un writ contro la compagnia, il 27 aprile.
La battaglia legale tra la Leong e la EEG si è conclusa nel novembre del 2008, con una transazione trasgiudiziale che ha permesso alla cantante di "perseguire liberamente la propria carriera".

## Discografia
| Album # | Informazioni sull'album |
| ------- | --- |
| 1       | Isabella - First Album Versions A, B, C Archiviato il 16 ottobre 2007 in Internet Archive. - Data di pubblicazione: 3 settembre 2004 - Lingua: Cantonese - Peso della confezione: 300 g - Produttore: Emperor Entertainment Group (HK) - Testi, su ktzhk.com.           |
| 2       | I am Isabella (EP) - Data di pubblicazione: 8 luglio 2005 - Lingua: Cantonese - Peso della confezione: 260 g - Produttore: Emperor Entertainment Group (HK) |
| 3       | To Find Love (EP) - Data di pubblicazione: 8 luglio 2005 - Lingua: Cantonese - Peso della confezione: 210 g - Produttore: Emperor Entertainment Group (HK) - Testi, su ktzhk.com.                                                                                       |
| 4       | I am Isabella (Versione completa) - Data di pubblicazione: 16 settembre 2005 - Lingua: Cantonese - Sottotitoli: cinese tradizionale - Peso della confezione: 380 g - Produttore: Emperor Entertainment Group (HK) - Altre informazioni: CD + VCD - Testi, su ktzhk.com. |
| 5       | Say Goodbye... Luisa (Doppio Disco) (CD+DVD) - Data di pubblicazione: 15 agosto 2006 - Lingua: Cantonese - Sottotitoli: cinese tradizionale - Peso della confezione: 210 g - Produttore: Emperor Entertainment Group (HK) - Testi, su ktzhk.com.                        |

## Pubblicazioni
| Prodotto |
| --- |
| Isabella Photo Album - Formato: 80 pagine - Lingua: cinese tradizionale - Editore: Megalink International Communications Ltd., ISBN 988-98130-6-8 - Data di pubblicazione: 12 agosto 2005 |
| EEG Artiste Crystal - Isabella - Data di pubblicazione: 29 maggio 2006 - Peso della confezione: 510 g - Editore: Emperor Entertainment Group, Showroom (HK)                               |
| Post Card - Isabella - Data di pubblicazione: 5 maggio 2005 - Peso della confezione: 20 g - Editore: Emperor Entertainment Group (HK)                                                     |
| Isabella Artiste Profile - Data di pubblicazione: 6 maggio 2005 - Peso della confezione: 20 g - Editore: Emperor Entertainment Group (HK)                                                 |

## Filmografia
- The Eye Infinity (Gin gwai 10), regia di Oxide Pang Chun e Danny Pang (2005)
- Chung buk ji, regia di Chi-Leung Law (2005)
- Dragon Squad (Mang lung), regia di Daniel Lee (2005)
- Ching din dai sing, regia di Jeffrey Lau (2005)
- Chun tian hua hua tong xue hui, regia di Leung Chun 'Samson' Chiu (2006)
- Isabella (Yi sa bui lai), regia di Ho-Cheung Pang (2006)
- Diary (Mon seung), regia di Oxide Pang Chun (2006)
- Spider Lilies (Ci qing), regia di Zero Chou (2007)
- Hei wong ji wong, regia di Hing-Ka Chan e Patrick Leung (2007)
- Sam hoi tsam yan, regia di Hark Tsui (2008)
- La mummia - La tomba dell'Imperatore Dragone (The Mummy: Tomb of the Dragon Emperor), regia di Rob Cohen (2008)

## Premi vinti
Fantasporto (2006)
- Migliore attrice per Isabella

Golden Bauhinia Awards (2006)
- Migliore artista emergente per Isabella

## Nomination
Hong Kong Film Awards (2005)
- Migliore artista emergente per Bug Me Not!

Hong Kong Film Awards (2007)
- Migliore attrice per Isabella

Hong Kong Film Awards (2007)
- Migliore attrice di supporto per Diary

Golden Bauhinia Awards (2007)
- Migliore attrice di supporto per Diary